# Struthiosaurus
Struthiosaurus är ett utdött släkte av nodosaurider från kritaperioden för 83 till 75 miljoner år sedan.   
Dess namn betyder "strutsödla" och upptäcktes i Österrike 1871. Det finns tre arter av Struthiosaurus: S.laungendocis, S.transylvanicus och S.asutriacus. Som de flesta nodosaurider, var den en växtätare och förlitade sig på sina pansar som självförsvar. Den var runt 2 meter lång och var ett exempel på dvärgväxt hos dinosaurier, precis som sauropoden Europasaurus. Enligt en studie 2022 när forskare studerade djurets kranium, för att se hur dess flocculus (en del av lillhjärnan) och hörsel fungerade,  kom det fram till att Struthiosaurus var faktist döv, och hade en ganska långsam livsstil.  